# هانا ميتشل
هانا ميتشل (بالإنجليزية: Hannah Mitchell)‏ (الاسم عند الولادة: هانا ماريا ويبستر)، ناشطة حقوقية واشتراكية إنكليزية عملت على دعم حق المرأة في التصويت. وُلدت ميتشل في أسرة زراعية فقيرة في ديربيشاير، لكنها غادرت المنزل في سن مبكرة لتعمل كخياطة في بولتون؛ حيث انخرطت في الحركة الاشتراكية. عملت ميتشل لسنوات عديدة في المنظمات الاشتراكية وحقوق المرأة والدعوة للسلام، وانتُخبت لعضوية مجلس مدينة مانشستر بعد الحرب العالمية الأولى حيث عملت قاضية قبل أن تعمل في وقت لاحق مع زعيم حزب العمل كير هاردي.

## السيرة الذاتية

### نشأتها
وُلدت هانا ويبستر في 11 شباط/ فبراير من عام 1872 لبنيامين وآن ويبستر -الرابعة بين ستة أطفال- في مزرعة تدعى قلاع ألبورت في هوب وودلاندز في مقاطعة ديربيشاير. كانت والدتها قليلة الصبر وعكرة المزاج خاصةً مع أطفالها الثلاثة هانا وسارة وبنيامين. لم يُسمح لويبستر بالحصول على التعليم الرسمي، إلا أنها تعلمت القراءة بفضل والدها. بقيت هانا في المنزل لأداء واجباتها المنزلية مع والدتها التي لم تكن تتفاهم معها؛ كانت مهمتها أن تعتني بأبيها وإخوتها، وهو ما استاءت منه ميتشل وعارضته.
أدركت ميتشل في وقت مبكر عدم المساواة بين الجنسين في المجال المنزلي، ولاحظت أيضًا الزيجات المبكرة التي لا مفر منها -على ما يبدو- للفتيات من حولها إلى فتيان المزارع لتجنب إنجاب الأطفال خارج نطاق الزوجية، وكانت حريصة على تجنب المصير نفسه. قالت لاحقًا في سيرتها الذاتية إنّ والدتها كانت امرأة سيئة المزاج وعنيفة؛ إذ تجعل أطفالها ينامون في الحظيرة أحيانًا. بدأت ميتشل بتعلم الخياطة عندما كانت في الثالثة عشرة من عمرها لتكسب أموالًا إضافية لعائلتها الفقيرة، وكانت معلمتها آنذاك السيدة براون؛ وهي خياطة قديمة مقعدة. كتبت ميتشيل أن معاملتها كانت لطيفة بعكس والدتها.
غادرت المنزل في الرابعة عشرة من عمرها، وذلك بعد جدال مع والدتها حيث ذهبت للعيش مع شقيقها وليام وعائلته في غلوسوب، ثم انتقلت إلى بولتون- لانكشاير في التاسعة عشرة، وهناك وجدت عملًا لها كخياطة تكسب «عشرة شلن في الأسبوع»، كما عملت في الخدمة المنزلية أيضًا.

### الزواج والاشتراكية
بدأت ميتشل في تحسين تعليمها في بولتون على أمل أن تصبح معلمة، وسمحت لها إحدى الوظائف التي عملت بها باستعارة بعض الكتب. انخرطت في الحركة الاشتراكية وطالبت بساعات عمل أقصر وإجازة نصف يوم (مدفوعة الأجر) للعاملين في المتاجر. علقت كذلك على الظروف السيئة التي تواجهها النساء في صناعة الملابس.
انضمّت ميتشل إلى كنيسة العمال، وكانت متأثرة بشكل خاص بجريدة روبرت بلاتشفور «ذا كلاريون». سمعت ميتشيل خطاب كاثرين جلاسيير في أحد الاجتماعات التي حضرتها.
التقت بخياط يدعى جيبون ميتشل في البناء الذي كانت تقيم فيه، وكان كلاهما من معارف ريتشارد بانكهورست، ما دعم اهتمامه بمنطقة كيندر سكوت. على الرغم من أنها كانت حذرة بشأن الزواج،  بسبب ما لاحظته من أفراد أسرتها، إلا أن الزوجين الصغيرين كانا يتوقان للعيش في منزلهما الخاص. تزوجا في كنيسة أبرشية هايفيلد في عام 1895 حيث ارتدت هانا فستانًا رماديًا وقبعة مخملية ملائمة. أنجبت هانا في عام 1896ولدًا سُمِّي فرانك جيبون ميتشل، ثم قررت التوقف عن الإنجاب نظرًا لصعوبة الولادة وعدم الرغبة في جلب المزيد من الأطفال إلى الفقر. وافقت هي وزوجها على استخدام وسائل منع الحمل، ولم ينجبا بعد ذلك أطفالًا آخرين. اهتمت ميتشل أيضًا بابنة يتيمة بالإضافة إلى ابنهم.
سرعان ما أحسّت بخيبة الأمل من الزواج؛ إذ وافق زوجها في البداية على طلبها بتقسيم العمل في المنزل على قدم المساواة، لكن الواقع لم يكن كذلك. استمرت في العمل كخياطة لزيادة أرباح جيبون الضئيلة، وقضت بقية وقتها في الأعمال المنزلية. عانت ميتشل -كما النساء الأخريات في الحركة الاشتراكية- في إقناع الاشتراكيين الذكور بأهمية القضايا النسوية.
انتقل الزوجان إلى نيوهال- ديربيشاير حيث شارك الاشتراكيون الموجودون هناك في تمويل قاعة للاجتماعات، وكان المتحدثون في كثير من الأحيان يقيمون لدى عائلة ميتشل. انتقلوا إلى أستون أندر لين في عام 1900 حيث عمل جيبون في قسم الخياطة في المتجر التعاوني. بدأت ميتشل نفسها في التحدث علانيةً في اجتماعات حزب العمال المستقل، وعُيِّنت من قبل الحزب كوصي قانوني للفقراء في مدينتهم في عام 1904.

### حق النساء في الاقتراع
انضمت ميتشل وعملت بدوام جزئي كمنظمة للاتحاد الاجتماعي والسياسي للمرأة المدار من قبل ايميلين وكريستابيل بانكهورست. على الرغم من عدم التأكد في البداية من مقترحات «مؤهلات الملكية» التي من المتوقع أن تكون مقبولة، أرادت ميتشل الحصول على مساواة حقيقية لجميع الناخبين من الذكور والإناث. لكن بعد سماعها حديث آني كيني في سوق ستاليبريدج، لاحظت أنه على الرغم من الظهور الساحر للمتحدث، إلا أن الغالبية ستدعم حق جميع الرجال في الاقتراع (حق الرجال في الاقتراع)، وتجعل النساء ينتظرن لفترة أطول حتى يُمنحهن هذا الحق. قامت ميتشل بجولة في البلاد بما في ذلك قرى الطبقة العاملة في وادي كولن حيث ألقت الخطب بنفسها ولم تكن تواجه صعوبة بما في ذلك التعامل مع المعارضين أثناء حملتها من أجل حق المرأة في الانتخابات الفرعية.
انضمت ميتشل في عام 1905 إلى إميلين بانكهورست وآني كيني وكير هاردي وتريزا بيلينجتون والسيدة إيمي في بوابات السجن عندما تم إطلاق سراح كريستابل بانكهورست بعد أسبوع من السجن بسبب البصق على شرطي.  كانت مرة أخرى مع 150 امرأة حاولن في أكتوبر 1905 دخول مجلس العموم ولم يُسمح سوى لعشرين امرأة بذلك؛ كانت ميتشل من ضمنهم. أخفت ميتشل ولوي كولين لافتة تحمل عبارة «أصوات للنساء» في ملابسهما، وقفت ماري غاوثورب على كرسي لإلقاء خطاب بعد أن أخبرهن قادتهن أن رئيس الوزراء هنري كامبل-بانرمان لم يقدم مشروع قانون حق المرأة في التصويت، رفعت اللافتات لكن الشرطة منعتهن وأبعدتهن ومزقت اللافتات. صُدمت برؤية المعاملة القاسية للسيدة بانكهورست، وبأعضاء البرلمان الذين سرعان ما جاؤوا للمشاهدة ومعظمهم كان يضحك بصوت عال.  قامت ميتشل بعد ذلك بحملة انتخابية في هيدرسفيلد حيث سمعت نساء يوركشاير الدعوة وتبعنها بالمئات. عانت في عام 1907 من انهيار عصبي عزاه طبيبها للعمل الزائد وسوء التغذية. زارتها شارلوت ديسبارد بينما كانت تتعافى، وأعطتها المال لشراء الطعام. ذكرت في سيرتها الذاتية الأذى الذي شعرت به عندما لم يتصل بها أي من نساء آل بانكهورست أثناء تعافيها. غادرت اتحاد النقابات العالمي في عام 1908، وانضمت إلى رابطة الحرية النسائية الجديدة في ديسبارد.
دعمت ميتشل خلال الحرب العالمية الأولى الحركات التطوعية السلمية مثل حزب العمل المستقل وزمالة «لا للتجنيد الإلزامي» ورابطة النساء الدولية. بدأت العمل في عام 1918 مع حزب العمال المستقل مرة أخرى، وقاموا بترشيحها كعضو في مجلس مدينة مانشستر في عام 1924؛ انتخبت لذلك وعملت حتى عام 1935. أصبحت قاضية في عام 1926، وعملت بهذه الصفة لمدة 20 عامًا.  

### حياتها اللاحقة
ساعدت ميتشل في 9 أيار/ مايو عام 1939 في تنظيم اجتماع يضم 40 شخصًا من المرشحين السابقين في مانشستر. بدأت العمل على سيرتها الذاتية قرب نهاية الحرب العالمية الثانية، لكنها بقيت غير منشورة خلال حياتها. بدأت الكتابة بعد الحرب في صحيفة صوت الشمال وأخبار مدينة مانشستر.
عاشت هانا السنوات الأخيرة من حياتها في نيوتن هيث. خصصت بلدية نيوتن هيث لوحة زرقاء على المنزل 18 في  شارع إينجهام حيث كتبت هانا سيرتها الذاتية «الطريق الصعب».
توفيت ميتشل في 22 تشرين الأول/ أكتوبر عام 1956 في منزل مانشستر. عُدّلت سيرتها الذاتية «الطريق الصعب» من قبل حفيدها ونُشِرَت في عام 1968. يوجد أيضًا لوحة زرقاء مخصصة لها على حائط المنزل الذي عاشت فيه مع عائلتها في أشتون أندر لين بين عامي 1900 و1910.

### مؤسسة هانا ميتشل
شهد عام 2012 تشكيل مؤسسة هانا ميتشل، وهي منتدى لتطوير الحكومة المنقولة في شمال إنجلترا. كان اختيار الاسم إحياءً لذكرى امرأة شمالية اشتراكية وناشطة نسائية مميزة كانت فخورة بانتمائها للطبقة العاملة وصاحبة رؤية ثقافية وسياسية.